# شهرستان سوروچینسکی
شهرستان سوروچینسکی (به لاتین: Sorochinsky District) یک شهرستان در روسیه است که در استان اورنبورگ واقع شده‌است.